# Sabadelle (Puertomarín)
Sabadelle (llamada oficialmente San Salvador de Sabadelle) es una parroquia y una aldea española del municipio de Puertomarín, en la provincia de Lugo, Galicia.

## Otras denominaciones
La parroquia también es conocida por el nombre de O Salvador de Sabadelle.

## Organización territorial
La parroquia está formada por dos entidades de población:
- Sabadelle
- Seixón

## Demografía

### Parroquia
| Gráfica de evolución demográfica de Sabadelle (parroquia) entre 2000 y 2020 |
|                                                                             |
| Datos según el nomenclátor publicado por el INE.                            |

### Aldea
| Gráfica de evolución demográfica de Sabadelle (aldea) entre 2000 y 2020 |
|                                                                         |
| Datos según el nomenclátor publicado por el INE.                        |